# 江口镇 (颍上县)
江口镇，是中华人民共和国安徽省阜阳市颍上县下辖的一个乡镇级行政单位。

## 行政区划
江口镇下辖以下地区：
晴江社区、樊南村、孙庄村、林圩村、刘庄村、郭庄村、小河村、汤圩村、中心村、王李村、王桥村、夏圩村、周圩村、马圩村、郭罗村、江北村和牛圩村。